# Bitva u Podolí
Bitva u Podolí (německy Schlacht bei Podol) se odehrála 26. až 27. června 1866 nedaleko severočeské obce Svijany v rámci prusko-rakouské války. Pruská první armáda vedená generálem Juliem von Bosem v této bitvě porazila jednotky rakouského prvního armádního sboru (tzv. Poschacherova železného praporu), který vedl Eduard Clam-Gallas. Tato porážka spolu s prohrami v dílčích bitvách u Náchoda, u České Skalice, u Mnichova Hradiště, u Svinišťan, u Dvora Králové, u Jičína a jediným rakouským vítězstvím u Trutnova, předznamenala prohru rakouských vojsk v hlavní bitvě u Hradce Králové.